# August de Maere

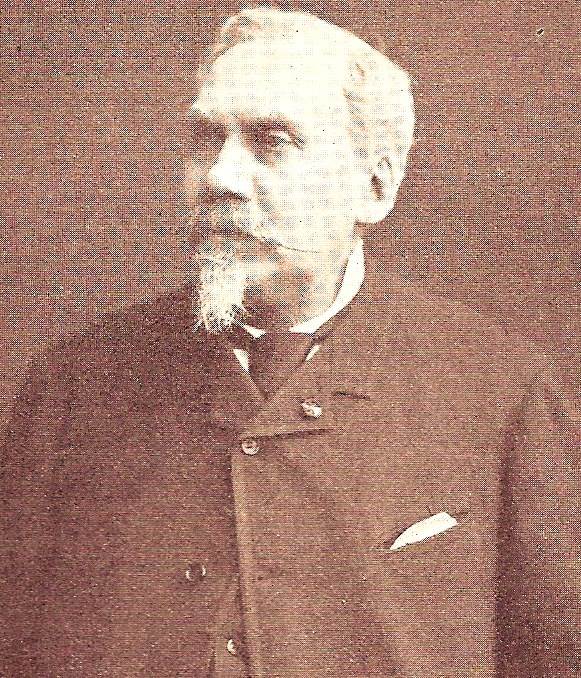
August de Maere

Camille Charles Auguste de Maere (Sint-Niklaas, 30 januari 1826 – Aartrijke, 7 oktober 1900), meestal genoemd Auguste (of August) de Maere of baron de Maere of ook nog de Maere-Limnander en vanaf 1897 de Maere d'Aertrycke, was een Belgische waterbouwkundige en havenpromotor. Hij wordt de 'vader' van de haven van Brugge-Zeebrugge genoemd.

## Familie en Jeugdjaren
August de Maere was de jongere zoon van Charles de Maere (1802-1885), dichter en componist, tevens katoenindustrieel, die omwille van zijn  orangisme in 1830 naar Noord-Nederland uitweek. Zijn moeder was Cecile Van Remoortere (1802-1883), dochter van de advocaat, textielindustrieel en senator baron Pierre-Jean Van Remoortere.
August de Maere trouwde in 1850 met Coralie Limnander de Zulte (1810-1893). Het gezin bleef kinderloos. Hij hertrouwde in 1894 met zijn nicht Leonie Heynderickx (1836-1908), weduwe van Ferdinand Janssens de Bisthoven (1827-1885). Hij verkreeg in 1867 een Belgische adelserkenning en in 1896 een erfelijke baronstitel. Zijn wapenspreuk luidde 'Stella Maris succurre cadenti'. Bij koninklijk besluit van 30 januari 1897 mocht hij, net als zijn neef Maximilien de Maere (1870-1931) en die zijn nazaten, zijn naam verlengen met de toevoeging 'd'Aertrycke'. Zijn neef Maximilien erfde de baronstitel.
August de Maere volgde lager en middelbaar onderwijs in Deventer. Hij studeerde vervolgens wetenschappen in Amsterdam en voleindigde zijn ingenieursstudies in de École Centrale des Arts et Manufactures in Parijs. In 1845 werd hij waterbouwkundig ingenieur. Hij werd medestichter van het Koninklijk Instituut van Ingenieurs in Den Haag en bleef er een halve eeuw lid van.

## Politieke en sociale activiteiten
Na zijn huwelijk kwam Auguste de Maere in Gent wonen. Zeer bemiddeld als hij was, had hij geen ambitie meer om nog als industrieel of ingenieur een carrière uit te bouwen. In de eerste jaren was hij vooral op het culturele vlak actief en net als zijn vader vooral op muzikaal gebied. Hij werd in 1855 directeur van de Koninklijke Koormaatschappij, speelde cello en componeerde meestal voor koor, maar ook voor piano en voor orkest. Verder stimuleerde hij jonge componisten en gaf vertaalde werken uit van Duitse en Scandinavische componisten.
Vanaf januari 1857 verscheen hij op het politieke toneel, door zijn intrede in het vijftien leden sterke Middencomiteit van de Liberale Associatie. Hetzelfde jaar werd hij voor de Liberale Partij tot gemeenteraadslid van Gent verkozen wat hij bleef tot 1871. Hij werd onmiddellijk schepen van openbare werken en bleef dit tot in 1866.
Tijdens zijn mandaat als schepen lag hij aan de basis van drie opmerkelijke Gentse verwezenlijkingen:
- Hij regelde de urbanistische sanering van de stad.
- Hij bouwde een sluis buiten Gent die de talrijke sluizen binnen de stad overbodig maakte.
- Hij legde de ringlanen aan rond de historische stad.

In 1861 werd hij tijdens een buitengewone verkiezing ter vervanging van de overleden Ferdinand Manilius verkozen tot volksvertegenwoordiger voor het arrondissement Gent, maar twee maanden later was er algemene verkiezing en werd hij niet herkozen. In juni 1866 werd hij opnieuw tot volksvertegenwoordiger gekozen. Hij bleef dit tot in 1870. Nadien trok hij zich stilaan uit het Gentse politieke en artistieke leven terug. Niet helemaal nochtans, want in 1872 lag hij aan de basis van het protest dat erin slaagde de afbraak van het Gravensteen te verhinderen.
De Maere was bestuurslid van de Koninklijke Oudheidkundige Kring van het Land van Waas en werd in 1893 stichtend voorzitter van de Maatschappij voor Geschiedenis en Oudheidkunde te Gent.

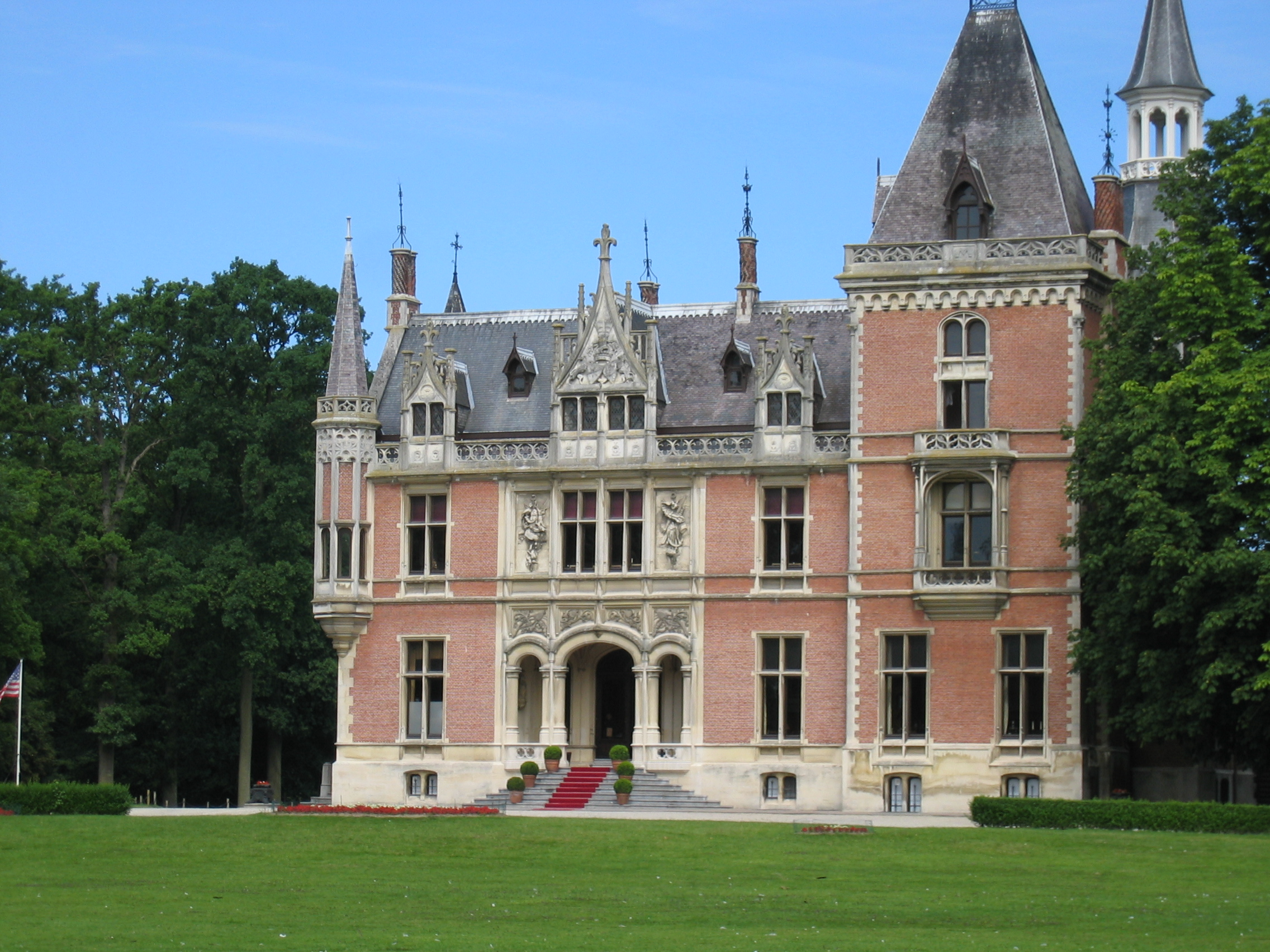
Kasteel Aartrijke rond 2008

De Maere, die behoorlijk Nederlands sprak (hetgeen in zijn omgeving niet zo vaak voorkwam) was actief op het domein van wat men de Vlaamse problematiek kan noemen. In oktober 1855 werd hij voorzitter van de Koninklijke Koormaatschappij van Gent en bouwde deze vereniging uit tot promotor van de Vlaamse muziek. Hij trok jonge componisten aan, zoals Peter Benoit, schreef zelf enkele koorliederen en vertaalde liederen van buitenlandse componisten in het Nederlands en liet ze uitgeven, en verzorgde met de koormaatschappij concerten op allerlei Vlaamse manifestaties.
Hij werd ook voorzitter van een afdeling van het Algemeen Nederlandsch Verbond. Onder zijn impuls verscheen het Gemeenteblad van Gent ook in het Nederlands. In de Kamer van volksvertegenwoordigers hield hij op 14 januari 1869 een opmerkelijke redevoering waarin hij argumenteerde dat de Vlaamse kwestie niet zozeer met de taal dan wel met sociale achterstand te maken had. Hij werd lid en vanaf 1897 bestuurder van de Koninklijke Vlaamsche Academie. In 1884 werd hij voorzitter van de vereniging 'De Tael is gansch het Volk', die strijd leverde voor de oprichting van het Vlaams Muziekconservatorium in Antwerpen. Hij werd ook viermaal de voorzitter van de Nederlandse Taalcongressen. Bovendien was hij in 1893 in Brugge medestichter van de vereniging 'Vlaamsch Onderwijs voor het Volk' en werd hij in 1892 de eerste voorzitter van de Vlaamsche Volksraad.
In 1865 kocht de Maere een uitgestrekte eigendom in Aartrijke en bouwde er in 1870 het Kasteel d'Aertrycke, een neogotisch kasteel, naar een ontwerp van architect Joseph Schadde (1818-1894).

## Brugge Zeehaven
Bestaande havens uitbouwen, nieuwe havens aanleggen, het behoorde tot een algemene trend in de tweede helft van de negentiende eeuw. De handelsrelaties tussen de continenten namen een hoge vlucht en de schepen werden steeds groter. Nederland investeerde fors in de uitbreiding van de havens van Amsterdam - IJmuiden, Vlissingen en vooral Rotterdam. Frankrijk werkte hard aan de uitbreiding van de havens van Duinkerken en Calais, van Le Havre en Saint-Nazaire en in Boulogne werd een nieuwe haven gebouwd. België kon niet achterblijven, maar de strijd die inwendig werd gevoerd tussen Antwerpen, Gent, Brugge en Oostende werkte verlammend.
De Maere was, zoals trouwens ook anderen, de havenproblematiek beginnen bestuderen en hij had in eerste instantie een voorstel gedaan om aan de haven van Gent ontplooiing toe te laten door het aanleggen van een zeekanaal naar Terneuzen. Maar in 1865 stelde hij voor de richting te wijzigen en misschien toch beter een kanaal naar Heist te graven, volledig op Belgisch grondgebied. In Gent werd zijn voorstel op onverschilligheid onthaald en ook zijn tweede studie over het onderwerp, tien jaar later gepubliceerd, vond evenmin gehoor. Men wilde in Gent alles zetten op de kortere weg over Terneuzen.

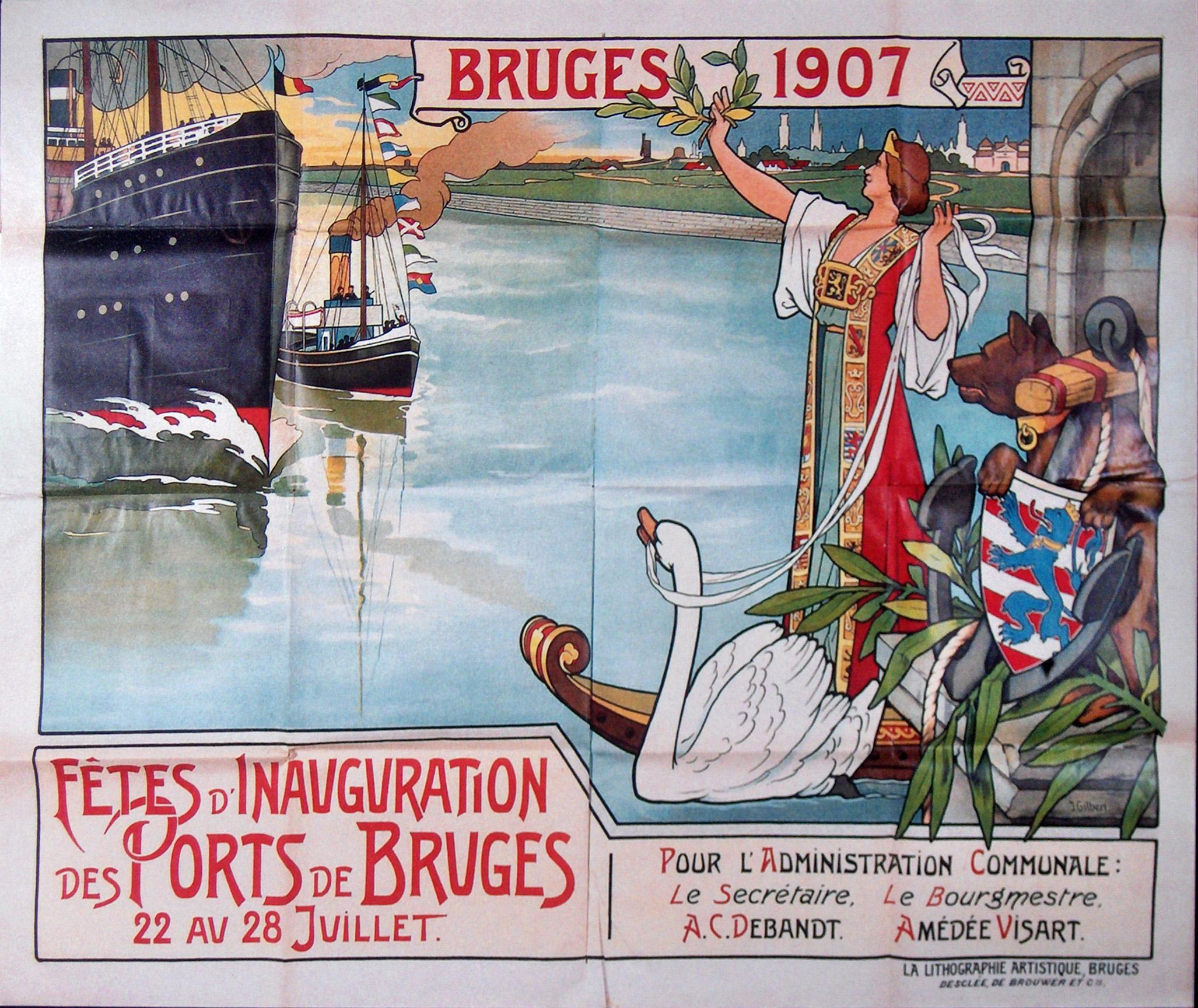
Poster (1907) bij de inhuldiging van Brugge Zeehaven

In Brugge was heel wat onrust over de stagnering van de haventrafieken en allerhande verenigingen en personen zochten naar oplossingen. De goede bodem was dan ook gelegd toen de Maere in 1877 opnieuw een brochure uitgaf, die ditmaal de rechtstreekse verbinding van Brugge met de zee bestudeerde. Deze brochure verscheen in november 1877. Van toen af ontstond een grote volksbeweging in Brugge die zich inzette voor de realisatie van 'Brugge Zeehaven'. De Maere werd de vaandeldrager van de beweging, waarvoor hij ter plekke de nodige medestanders vond. In de politieke wereld waren dat hoofdzakelijk burgemeester Amedée Visart de Bocarmé, schepen A. Ronse en gemeenteraadslid Joseph Herreboudt. In de handelsverenigingen en de culturele verenigingen kon hij rekenen op de steun van onder meer Julius Sabbe en Gustave Van Nieuwenhuyse.
Alle krachten werden gebundeld, boven de partijpolitieke grenzen heen en de Kring Brugge Zeehaven, onder het voorzitterschap van de Maere, nam het voortouw in de strijd die werd gevoerd.
Die strijd kende veel hoogten en laagten en er was vaak ontmoediging. Maar in 1895 werd het pleit eindelijk gewonnen en werd een wet gestemd die de weg opende voor de bouw van de haven. Het werd een andere haven dan degene die de Maere had vooropgesteld. Als een vorm van 'Gutmachung' werd hij baron 'pour la part qu'il a prise à la création d'un port en eau profonde sur la côte de Flandre'. August de Maere was voortaan niet meer actief betrokken bij de voorbereidingen die vooral in handen waren van de ingenieurs van de Belgische Staat en hij spuide harde kritiek tegen alle voorstellen voor de havenbouw die niet strookten met zijn zienswijze. Hij stierf nog voor de haven in 1905 in werking werd gesteld en in 1907 door koning Leopold II werd ingehuldigd. De morgen van de plechtige inhuldiging trok nochtans een Brugse delegatie, onder de leiding van burgemeester Visart naar Aartrijke, om er bij zijn graf hulde te brengen aan de Vader van Brugge Zeehaven.

## Publicaties
- De bad en asch inrigtingen van den nieuweren tijd, Gent, 1858.
- De l'établissement d'un barrage éclusé sur le canal de l'Escaut en aval de la ville de Gand, Gent, 1862.
- Des communications directes du Port de Gand à la Mer. Canal de Terneuzen, Canal de Heyst, Gent, 1865.
- Avant-projet d'un canal maritime à grande sanction de Gand à la mer, avec embranchement sur Bruges, Gent, C. Annoot-Braeckman, 1875.
- D'une communication directe de Bruges à la mer, Brugge, Houdmont, 1877.
- Annexe au projet d'une communication directe de Bruges à la mer, Brugge, 1879.
- Du prétendu ensablement du port de Heyst. Avis de quelques ingénieurs étrangers sur ce point. Annexe au projet d'une communication directe de Bruges à la mer, Brugge, Houdmont, 1879.
- Réponse au rapport du Lieutenant de Vaisseau Petit sur la reconnaissance hydrographique de la rade de Heyst faite en septembre 1879, Brugge, Houdmont, 1880.
- Réponse au rapport de la commission instituée le 10 octobre 1878 pour examiner mon avant-projet, Brugge, 1883.